# Rhopalomyia fusiformae
Rhopalomyia fusiformae är en tvåvingeart som beskrevs av Ephraim Porter Felt 1907. Rhopalomyia fusiformae ingår i släktet Rhopalomyia och familjen gallmyggor.
Artens utbredningsområde är New York. Inga underarter finns listade i Catalogue of Life.